# أردا (اسم)
أردا هو اسم علم شخصي خاص بالذكور في التركية والأويغورية وللإناث في الأرمنية، معنى إسمه هو الأسرة وهو من أكثر الأسماء المنتشرة في تركيا.

## الشخصيات
- أردا توران لاعب كرة قدم تركي
- أردا غولر لاعب كرة قدم تركي